# Habitatge a l'avinguda Onze de Setembre, 8 (Olot)
L'Habitatge a l'avinguda Onze de Setembre, 8 és una casa eclèctica d'Olot (Garrotxa) inclosa a l'Inventari del Patrimoni Arquitectònic de Catalunya.

## Descripció
És una casa situada a la cantonada Onze de Setembre amb Santa Magdalena. De planta irregular, té tres cossos principals que es reflecteixen amb les teulades, a diferents alçades, de cadascú. El cos més baix té una planta baixa, dos pisos i golfes; el més alt, planta baixa i quatre pisos; el tercer, planta baixa i tres pisos.
Els murs estan arrebossats i en mal estat. Les finestres i balcons tenen un guardapols estucat de diferent pigmentació. Al cos més alt també n'hi ha unes estretes obertures rectangulars verticals. Tots els cossos, excepte el del mig que les té d'obra, tenen àmplies cornises amb bigues. Els forjats amb volutes de les finestres estan molt ben treballades.

## Història
El carrer Onze de Setembre està situat entre la Plaça Palau i la casa de Ca l'Artigues. Antigament era anomenat la Verge de la Guia per haver-hi una capella dedicada a aquesta verge. A l'iniciar-se el carrer, hi havia una creu monumental gòtica de finals del segle xiv que els terratrèmols van enderrocar. Poc després es va bastir la capelleta de la Verge de la Guia o de la Santa Creu, que també va ser enderrocada l'any 1883, en urbanitzar el final del carrer i la Plaça Palau. Cal dir que no totes les cases del carrer foren aixecades al segle xix i ho demostren les llindes del casal número 22 - posa: "1647"- i la del número 16 amb la seva data: "1770".